# La Revue littéraire
Cet article concerne la revue. Pour l'article sur les revues littéraires, voir Revue littéraire.
La Revue littéraire est une revue littéraire généraliste française créée en 2004 aux éditions Léo Scheer et dirigée par Angie David.

## Histoire de la revue
Antérieurement, une revue publiée par Étienne Renaud entre juin et juillet 1904 à Paris, s'intitulait La Revue littéraire. Entre août 1915 et octobre 1917, Maurice Simard (1892-1932) publie également à Paris une revue sous le même nom.
Fondées en 2000, les éditions Léo Scheer décident de sortir sous ce titre un premier numéro en avril 2004 prenant la forme d'un cahier de couleur blanche avec impression des titres en rouge. En réaction, Antoine Gallimard, considérant qu'il s'agissait d'une forme de contrefaçon de La Nouvelle Revue française, demande qu'elle soit retirée des librairies et menace les Éditions Léo Scheer d'un procès pour concurrence déloyale, puis abandonne finalement ses poursuites et la revue paraît ensuite à un rythme mensuel jusqu'au no 27, à l'automne 2006. 
À partir du no 28, elle devient trimestrielle. En 2007, un prolongement de la revue apparaît sur l'Internet à travers La Revue Littéraire Bis qui n'existe que sur le site des Éditions Léo Scheer et traite durant trois mois de ce qui n'a pu être abordé dans la revue papier.
La revue redevient mensuelle à partir de janvier 2010. En 2014, Angie David devient directrice de la publication et Richard Millet, rédacteur en chef. Redevenue trimestrielle, Richard Millet quitte la revue en février 2019. La dernière livraison, no 78, a été publié en mai 2019,. 

### Ligne éditoriale
Après une soirée de lancement au Centre national d'art et de culture Georges-Pompidou, la revue publie, à partir du no 6 (septembre 2004), une série de grands entretiens qui deviennent bientôt une composante essentielle de ses sommaires. Se succèdent Antonio Tabucchi, Michel Deguy, Catherine Robbe-Grillet, Bernard-Henri Lévy, Philippe Sollers, Eric Rondepierre, Stéphane Zagdanski, Alain Finkielkraut, Alain Fleischer, Fernando Arrabal, Gabriel Matzneff, Laurent Marty, Philippe Pollet-Villard, Laurent Quintreau, Marc-Edouard Nabe, Denis Tillinac, Jean-Luc Jeener, Jean-Laurent Cochet, Agnès Varda, Charles Dantzig, Yannick Haenel et Éric Reinhardt.
Le no 28 (automne 2006) se signale par le premier grand entretien consacré à Jonathan Littell, qui est par la suite repris intégralement dans le Figaro Magazine. Dans le no 32 (septembre 2007), un autre grand entretien avec Yasmina Reza et un article historique de Camille Laurens marquent la rentrée littéraire. D'autres grands entretiens, tels ceux avec Emmanuel Carrère et Frédéric Beigbeder réalisés par Angie David, donnent lieu à la création de la collection "Écrivains d'aujourd'hui" (Éditions Léo Scheer, octobre 2007). Le no 33 comprend un entretien avec Patrick Rambaud à propos de Chronique du règne de Nicolas Ier, publié chez Grasset (février 2008).